# Adelina Spech-Salvi

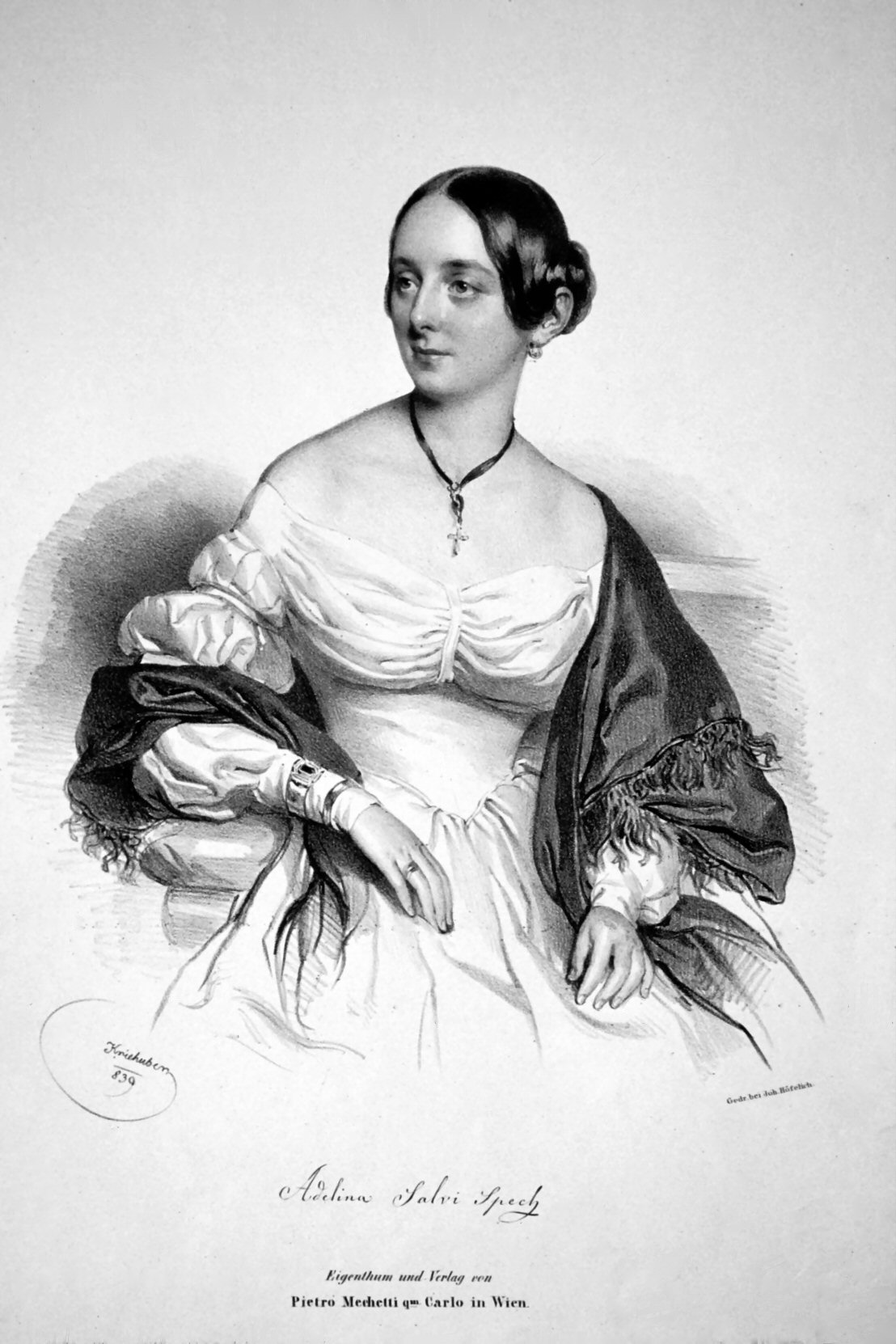
Adelina Spech-Salvi

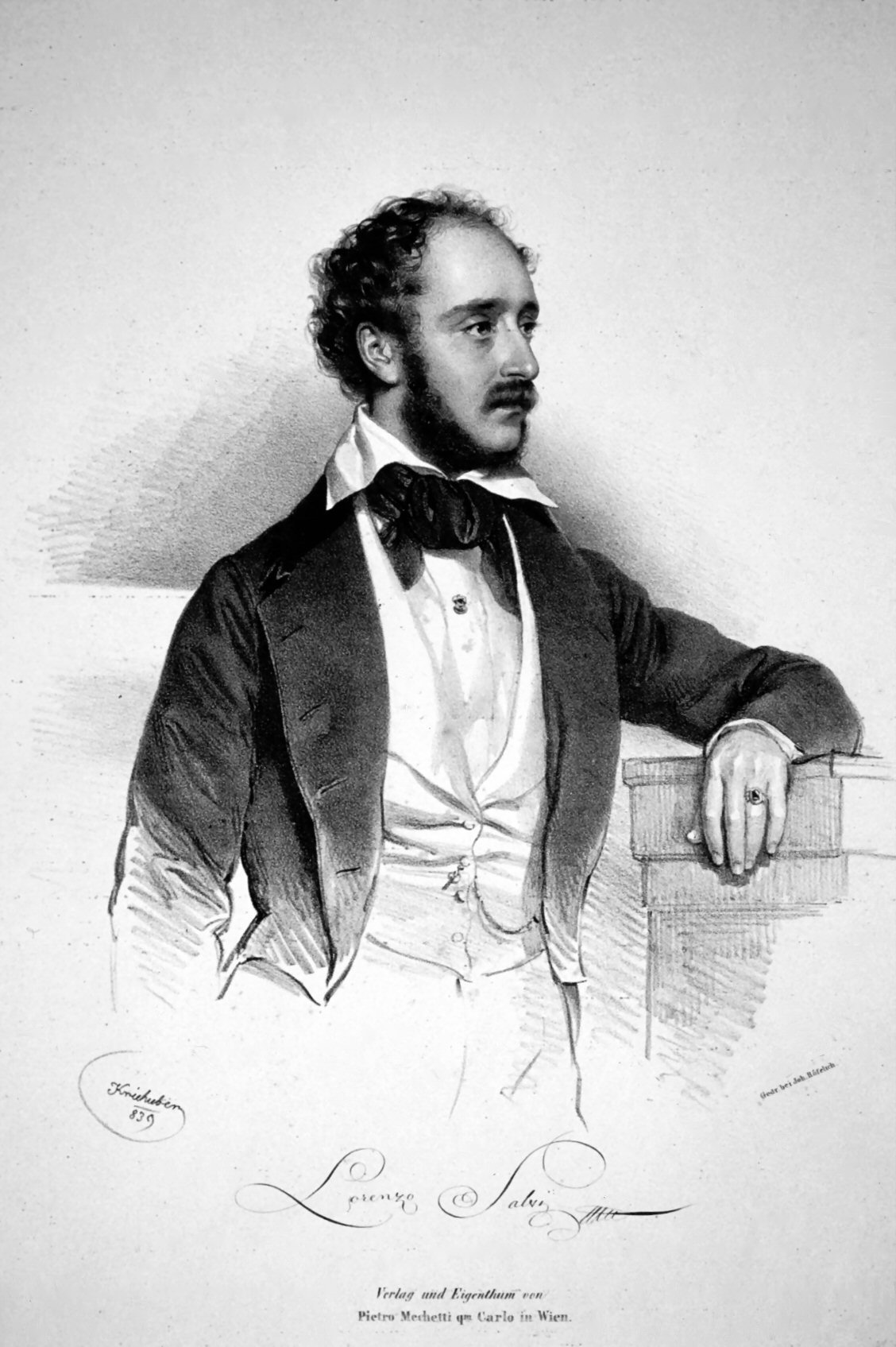
Lorenzo Salvi

Adelina Spech-Salvi (* 18. August 1811 in Mailand; † 12. August 1886 in Bologna) war eine italienische Opernsängerin (Sopran). Bekannt wurde sie vor allem durch ihre Rollen in den Werken von Gaetano Donizetti, Vincenzo Bellini und Saverio Mercadante.

## Leben

### Karriere
Adelina Spech stammte aus einer musikalischen Familie: Ihr Vater war der Tenor Giuseppe Spech, der auch ihr Lehrer war. Auch ihre Mutter Maddalena Pietralia und ihre Tante Costanza Pietralia waren Sängerinnen. Ihr Bruder Eliodoro war Tenor. Die junge Sopranistin Maria Malibran erkannte ihre große Begabung und förderte sie. 1825 debütierte Adelina als Vierzehnjährige in der Rolle des Pagen Isolier in London in Gioacchino Rossinis Le Comte Ory. Dies war der Beginn einer überaus erfolgreichen Karriere. Adelina Spech sang an allen großen Opernhäusern Italiens, am häufigsten trat sie am Teatro San Carlo von Neapel auf.
Am 9. September 1833 sang sie im Teatro Valle in Rom in der Uraufführung von Donizettis Oper Torquato Tasso die Partie der Eleonora d’Este, die Donizetti für sie geschrieben hatte. Weitere Uraufführungen waren am 17. August 1839 an der Mailänder Scala in Federico Riccis Oper Un Duello sotto Richelieu. Adelina sang die Titelrolle der Maria di Rohan, ihr Mann Lorenzo Salvi sang den Conte di Chalais.
1836 wurde ihr Auftritt in Palermo in Paisielloas Oper Nina pazza per amore wie folgt beschrieben:

In der Rolle der Nina verstand sie es, die von sizilianischen Gefühlen bereits erhitzten Gemüter derart zu bewegen, dass sie gezwungen war, einzelne Stücke zu wiederholen. Dies ist für sie insofern ein großer Triumph, als Unger zuvor bereits alle Palermitaner begeistert hatte, und dies zeigt einerseits, wie gut Spech als Künstlerin ist, und anderseits, wie fair und intelligent dieses Publikum ist.
Am 10. März 1840 folgte am Teatro San Carlo Neapel die Titelpartie in der Uraufführung der Oper La Vestale von Saverio Mercadante. Zu ihren bedeutendsten Rollen gehörten die Titelfigur in Bellinis Norma und die Amina in seiner La Sonnambula. Weitere Erfolge hatte sie in Saverio Mercadantes Opern Il giuramento und I Briganti.

### Privates

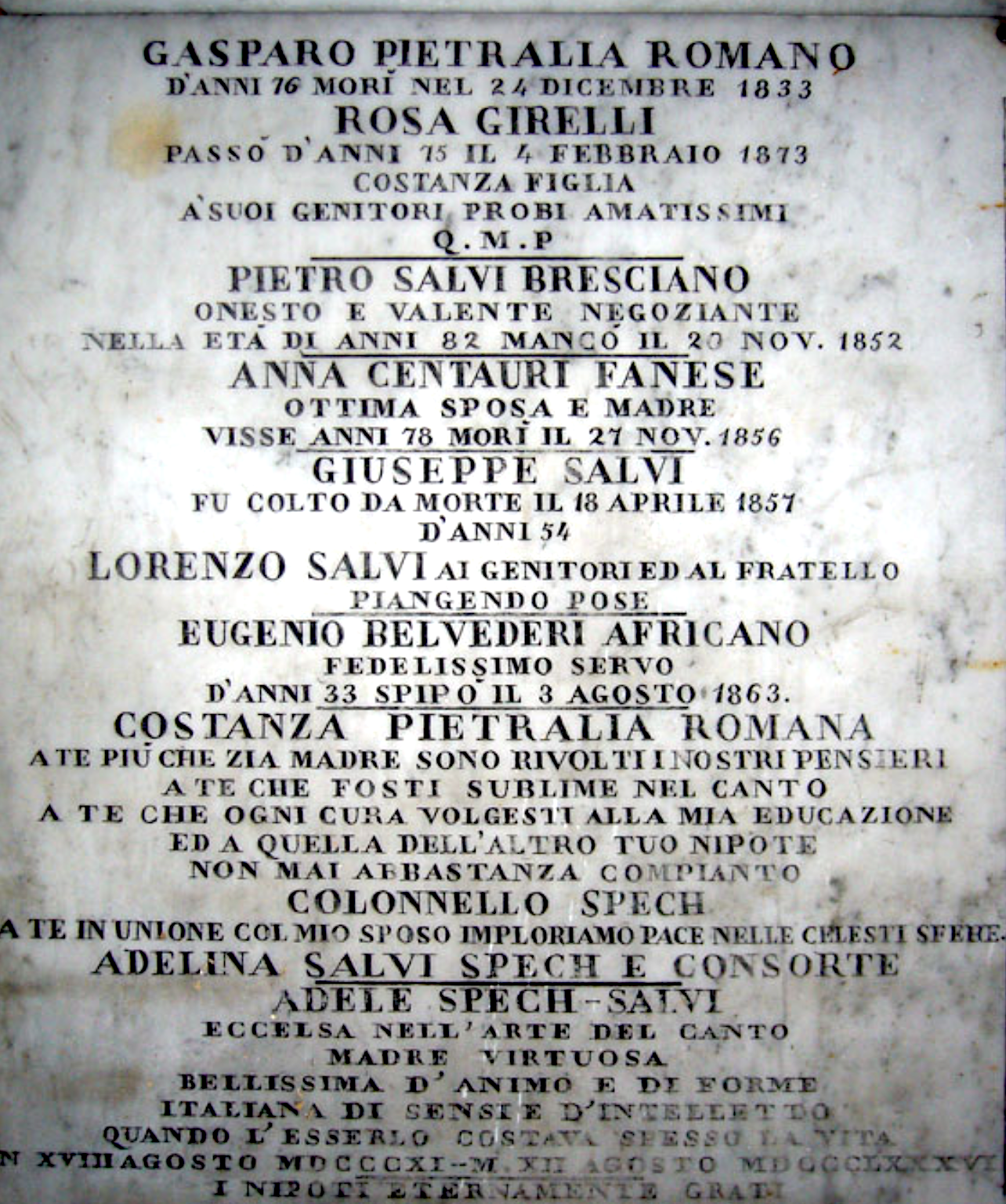
Grabtafel der Familie Salvi

Adelia Spech war verheiratet mit dem Tenor Lorenzo Salvi (1810–1879), im Frühjahr 1836 sangen sie gemeinsam im Theater Carlo Felice. Auch ihrem Mann war eine große Karriere auf zahlreichen Opernbühnen beschieden.
1840 zog sich Adelina Spech-Salvi aus ihrer Bühnen- und Konzertkarriere zurück. Zusammen mit ihrem Mann ließ sie sich in Bologna als Gesangspädagogin nieder. Lorenzo Salvi starb 1879 in Bologna im Alter von 68 Jahren. Das Paar hatte zwei Kinder: Enrico (1838–1867) und Ginevra (1842–1865).
Adelina Spech-Salvi starb 1886 wenige Tage vor ihrem 75. Geburtstag in Bologna. Sie ist in der Familiengruft der Certosa di Bologna begraben. Die ihr gewidmete Inschrift lautet eccelsa nell'arte del canto, madre virtuosa, bellissima d'animo e di forme, italiana di sensi e d'intelletto quando l'esserlo costava spesso la vita. (ausgezeichnet in der Kunst des Singens, tugendhafte Mutter, schön in Geist und Form, Italienerin der Sinne und des Intellekts, wenn es oft das Leben kostete, dies zu sein).